# Tvåtandad spolsnäcka
Tvåtandad spolsnäcka (Balea biplicata) är en snäckart som först beskrevs av Montagu 1803.  Tvåtandad spolsnäcka ingår i släktet Balea, och familjen spolsnäckor. Enligt den svenska rödlistan är arten nära hotad i Sverige. Arten förekommer i Götaland och Gotland samt tillfälligtvis även på Öland. Artens livsmiljö är skogslandskap, stadsmiljö.